# Tamás Gábor (zenész)
Tamás Gábor (Kolozsvár, 1948. május 31. –) erdélyi származású magyar könnyűzenész, énekes, dalszerző, a Magyar Kultúra Lovagja. Olyan közismert dalok előadója, mint az Ó, Erdély, szép hazám vagy A Donát úton nyílnak már az orgonák.

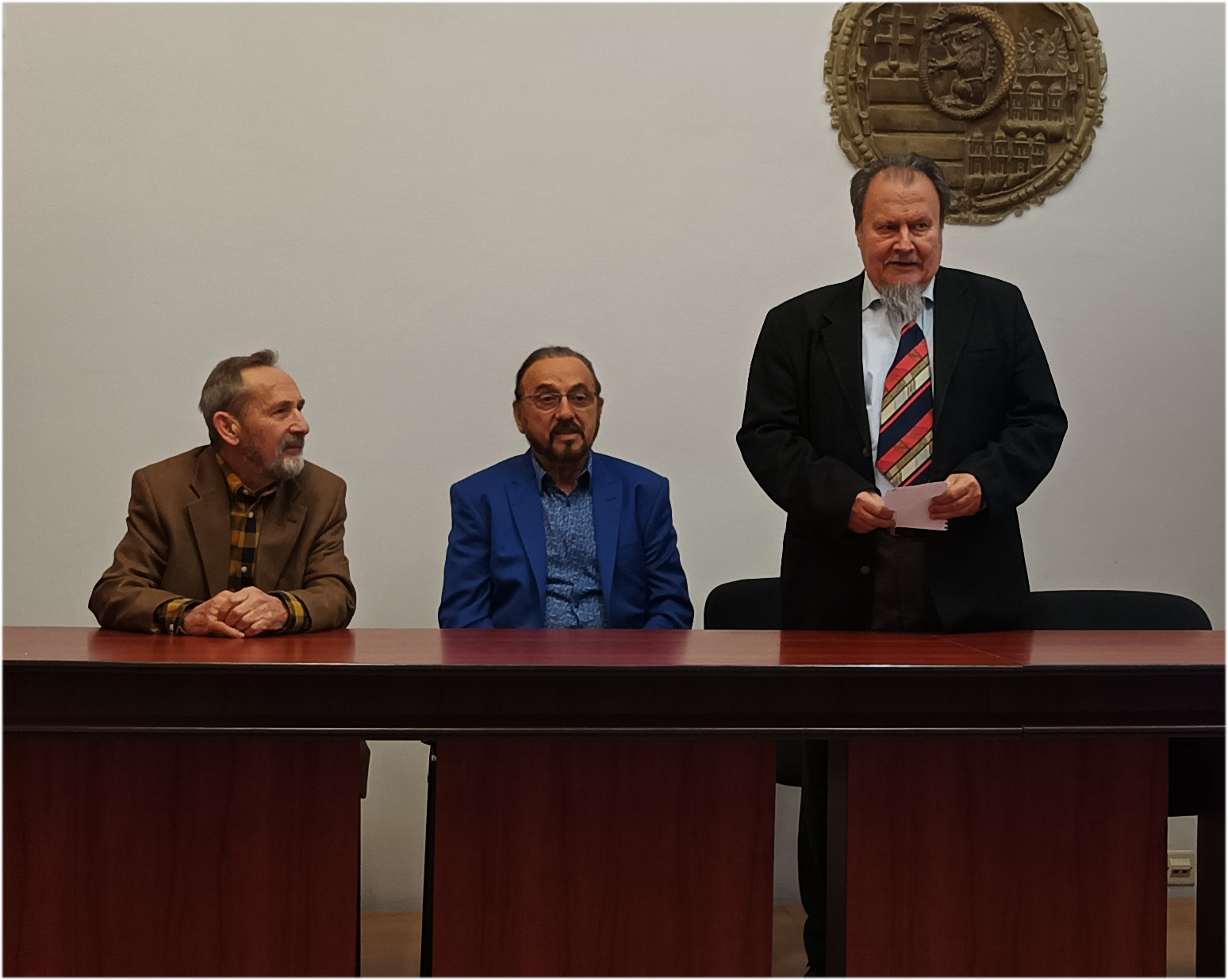
Kolozsváron 2022-ben (balról Nagy Béla, jobbról Horváth László)

## Élete
Gyerekkorában klasszikus zenét tanult, a román és a magyar gyermekkórusban is helyet kapott. 1970-től felhagyott a komolyzenével, és könnyűzenével kezdett el foglalkozni, őt tartják a romániai magyar könnyűzenei műfaj egyik megteremtőjének. 1968 és 1975 között könnyűzenei szerkesztőként dolgozott a bukaresti televízió és rádió magyar adásainál, 1976-ban Svédországban telepedett le. Stockholmban él.
2004-ben megkapta a Magyar Kultúra Lovagja címet.

## Lemezei
- A múltra emlékezem
- Ó, Erdély, szép hazám
- Várom a májust
- Partytime
- Hervadó petúniák 1. és 2. (válogatáslemezek)
- Együtt
- Októberi tavasz
- Csak a szívünkben nem száll az idő
- Az óra jár
- Játsszuk el újra
- Miért adnánk fel
- Hosszú volt az út

## Díjai, elismerései
- A Magyar Kultúra Lovagja, 2004
- Duna Díj
- A Világ Magyarságáért díj, 2016[1]
- Magyar Arany Érdemkereszt
- Erdélyi Vitézi Rend